# Schismatoclada longistipula
Schismatoclada longistipula är en måreväxtart som beskrevs av Alberto Judice Leote Cavaco. Schismatoclada longistipula ingår i släktet Schismatoclada och familjen måreväxter.
Artens utbredningsområde är Madagaskar. Inga underarter finns listade i Catalogue of Life.